# Andrés Montes González
Andrés Montes González (Madrid, 27 de novembre de 1955 - Madrid, 16 d'octubre de 2009) fou un periodista i locutor esportiu espanyol.
De pare gallec i mare cubana, va realitzar retransmissions esportives (principalment de bàsquet i futbol) des de 1980, treballant per a la COPE, Radio Cadena Española, Radio Marca o Antena 3 Radio amb José María García. Des de 1996 va narrar, juntament amb Antoni Daimiel i Santiago Segurola les retransmissions de l'NBA a Espanya per a Canal +.
L'abril de 2006 va anunciar el seu fitxatge per LaSexta, que li encarregaria els comentaris de la Copa del Món de futbol 2006, recolzat per l'exfutbolista Julio Salinas i per Antonio Esteva. També va comentar el Mundial de bàsquet del Japó 2006, al costat dels exjugadors Juan Manuel López Iturriaga i Juan Domingo de la Cruz. L'estiu de 2007 va retransmetre l'Eurobàsquet, acompanyat pels exjugadors Iturriaga i Epi.
Va ser conegut el seu estil informal i cridaner, que buscava constantment distingir. Un dels seus recursos per a això va ser un argot específic a base de falques. Per exemple, durant el Copa del Món de futbol 2006 va repetir fins a l'avorriment la frase «¡Porque la vida puede ser maravillosa!». Algunes de les seves frases cèlebres foren: «¿Dónde están las llaves, Salinas?», «¡Fútbol, pasión de multitudes!», «¡Fútbol con fatatas!», «Tiqui-taca, Salinas!», «¿Por qué todos los jugones sonrien igual?», «¿Qué me cuentas, capitán Narváez?», «¡Tiburónnnnnn!», «¡Que vienen los siux!», «¡Jugón!», «¡Wilma, ábreme la puerta!», i «¡Ratatatatatatata!». Un altre tret característic per cridar l'atenció va ser la corbata de llacet que acostumava a lluir i les seves peculiars ulleres, així com el cap rapat al zero.
L'any 2004 va participar com a actor en la pel·lícula Isi/Disi. Amor a lo bestia en un petit paper com a entrenador de bàsquet.
Entre 2006 i 2009 va retransmetre partits de la lliga espanyola de futbol i de la selecció espanyola de bàsquet a la cadena laSexta, i l'estiu de 2008 va retransmetre en el mateix canal un programa de wrestling anomenat Power Catch.
El 20 de setembre de 2009 anuncià a la final de l'Eurobàsquet que deixava laSexta.
El 16 d'octubre de 2009, la seva parella va trobar el cos sense vida del comentarista esportiu al seu domicili de Madrid.